# Tachov
Tachov (phát âm tiếng Séc: [ˈtaxof]; tiếng Đức: Tachau) là một thị trấn thuộc huyện Tachov, vùng Plzeň, Cộng hòa Séc. Tachov có khoảng 13.000 cư dân. Thị trấn này nằm trên sông Mže. Trung tâm thị trấn được bảo tồn tốt và được pháp luật bảo vệ như một khu di tích đô thị.